# Бараки-Накаяма (станция)
Станция Бараки-Накаяма (яп. 原木中山駅 бараки накаяма эки) — железнодорожная станция на линии Тодзай расположенная в городе Фунабаси префектуры Тиба. Станция обозначена номером T-22. Была открыта 29-го марта 1969 года.

## Планировка станции
Две платформы бокового типа и 2 пути.
| 1,2 | ○ Линия Тодзай | Ниси-Фунабаси, Тоё-Кацутадай                                      |
| 3,4 | ○ Линия Тодзай | Ураясу, Отэмати, Иидабаси, Такаданобаба, Накано, Линия Тюо Митака |

## Близлежащие станции
| «     |  | Линия        |  | »             |
| ----- |  | ------------ |  | ------------- |
| Мёдэн |  | Линия Тодзай |  | Ниси-Фунабаси |